# Union Sportive Musulmane d'Oujda
O Union Sportive Musulmane d'Oujda é um clube de futebol com sede em D'Oujda, Marrocos. A equipe compete no Campeonato Marroquino de Futebol.

## História
O clube foi fundado em 1958.